# Mu Wang (tusi)
Mu Wang (chinois : 木旺 ; pinyin : mù wàng), né le 30 septembre 1551, décédé le 8 juin 1596, est un tusi (chef tribal) (chef régional issu de la population locale) naxi de la province du Yunnan. Il est également appelé A-tu A-sheng, qui est son nom naxi. Il dirigea à Lijiang entre 1596 et 1597. son père était Mu Dong (chinois : 木东), et sa mère Ashilu (chinois : 阿室鲁).